# ミナミアオカメムシ
ミナミアオカメムシ（南青亀虫、Nezara viridula）は、本州南部、熱帯地方など暖かい場所に広くに分布する、カメムシ目カメムシ亜目カメムシ科の昆虫である。基本的には緑色の、いわゆるアオカメムシの典型的な種の一つである。イネ科の害虫として知られる。

## 特徴
幼虫のときは赤、白、黒の柄が見られ、成虫になると主に全身が緑色となるが、他にも多くの体色が確認されている。幼虫はアオクサカメムシと非常によく似ており判別は難しいが、成虫になれば腹部背面が緑色のものをミナミアオカメムシ，黒色のものをアオクサカメムシと判定できる。

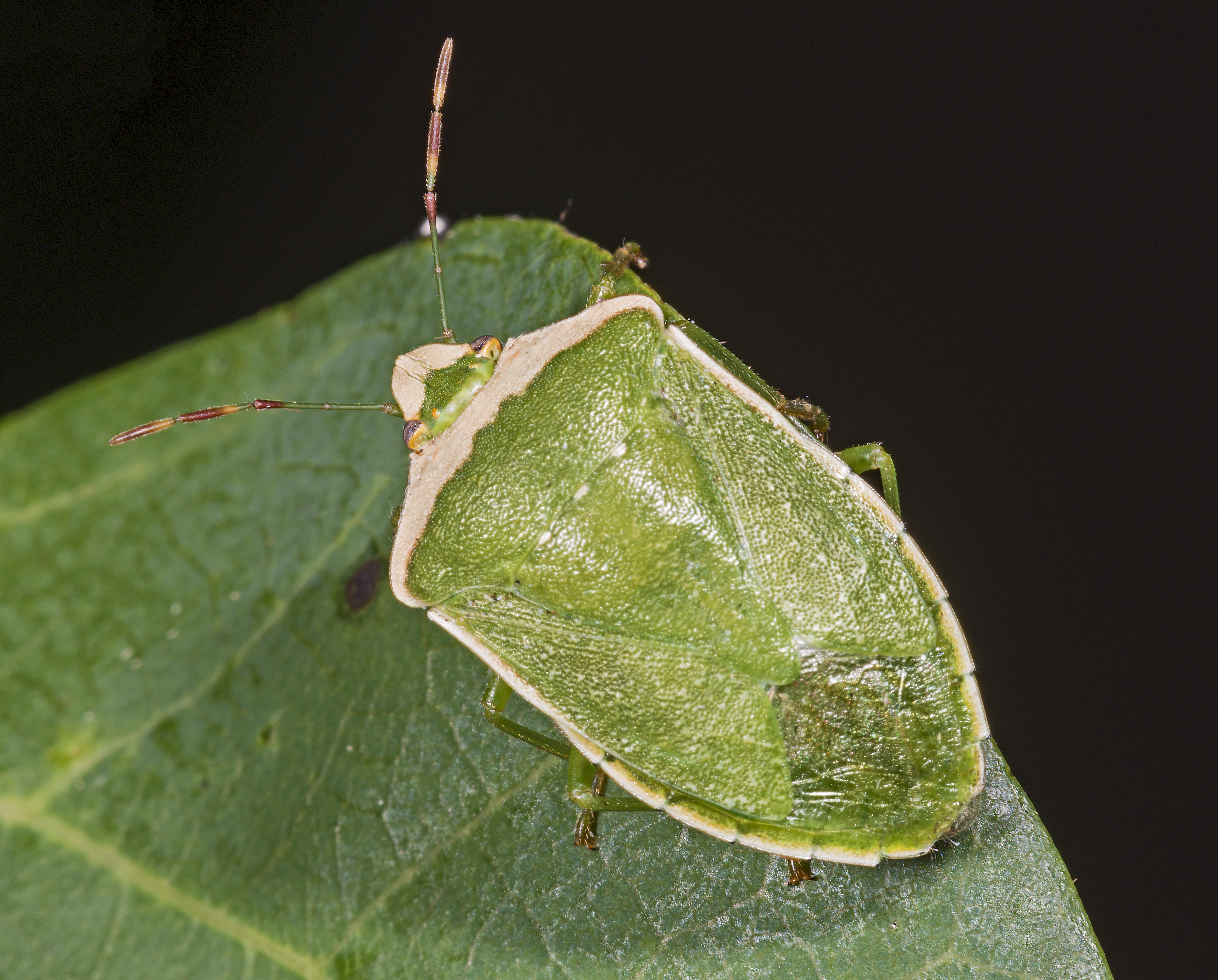
成虫（オス）
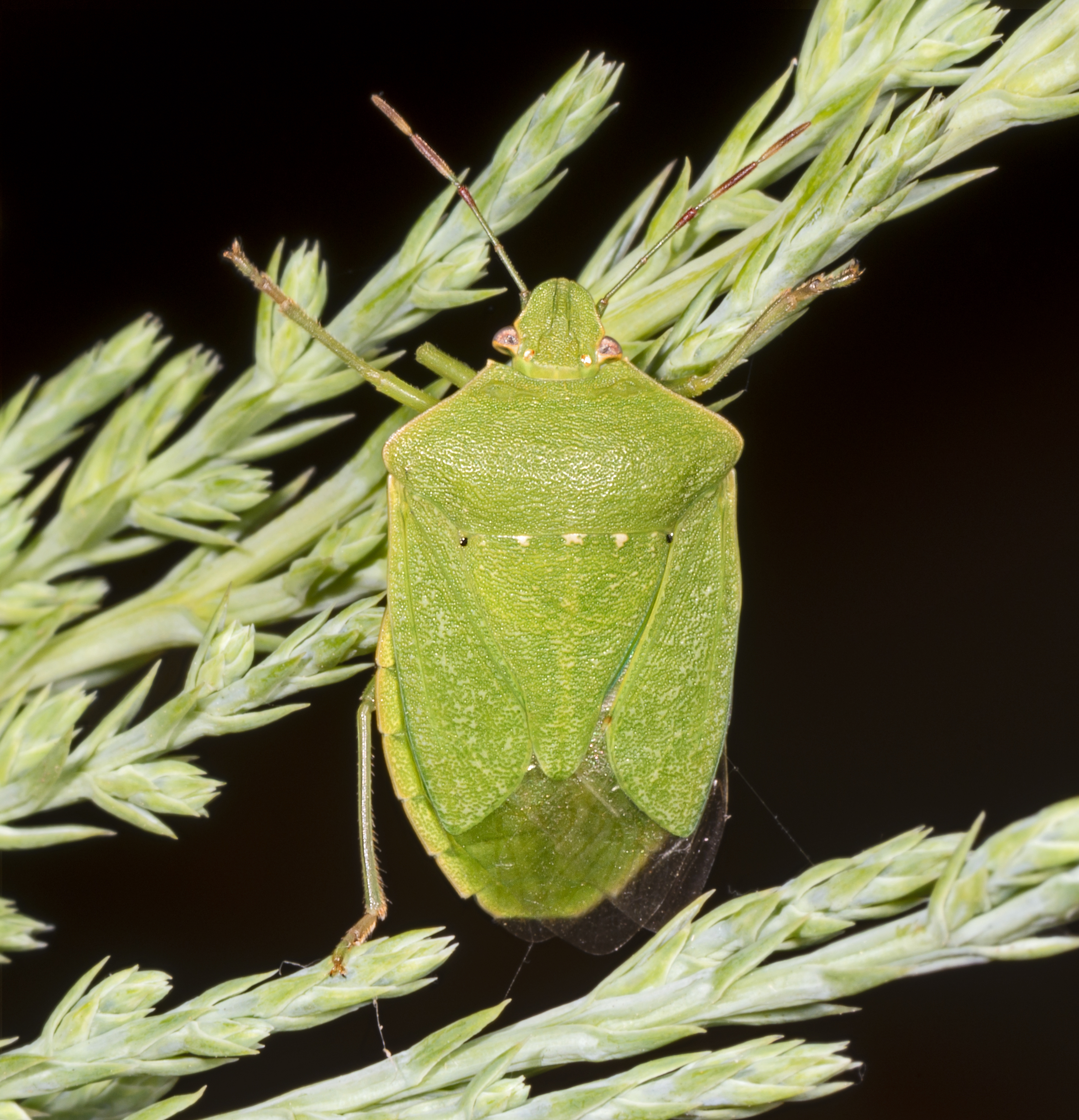
成虫（メス）
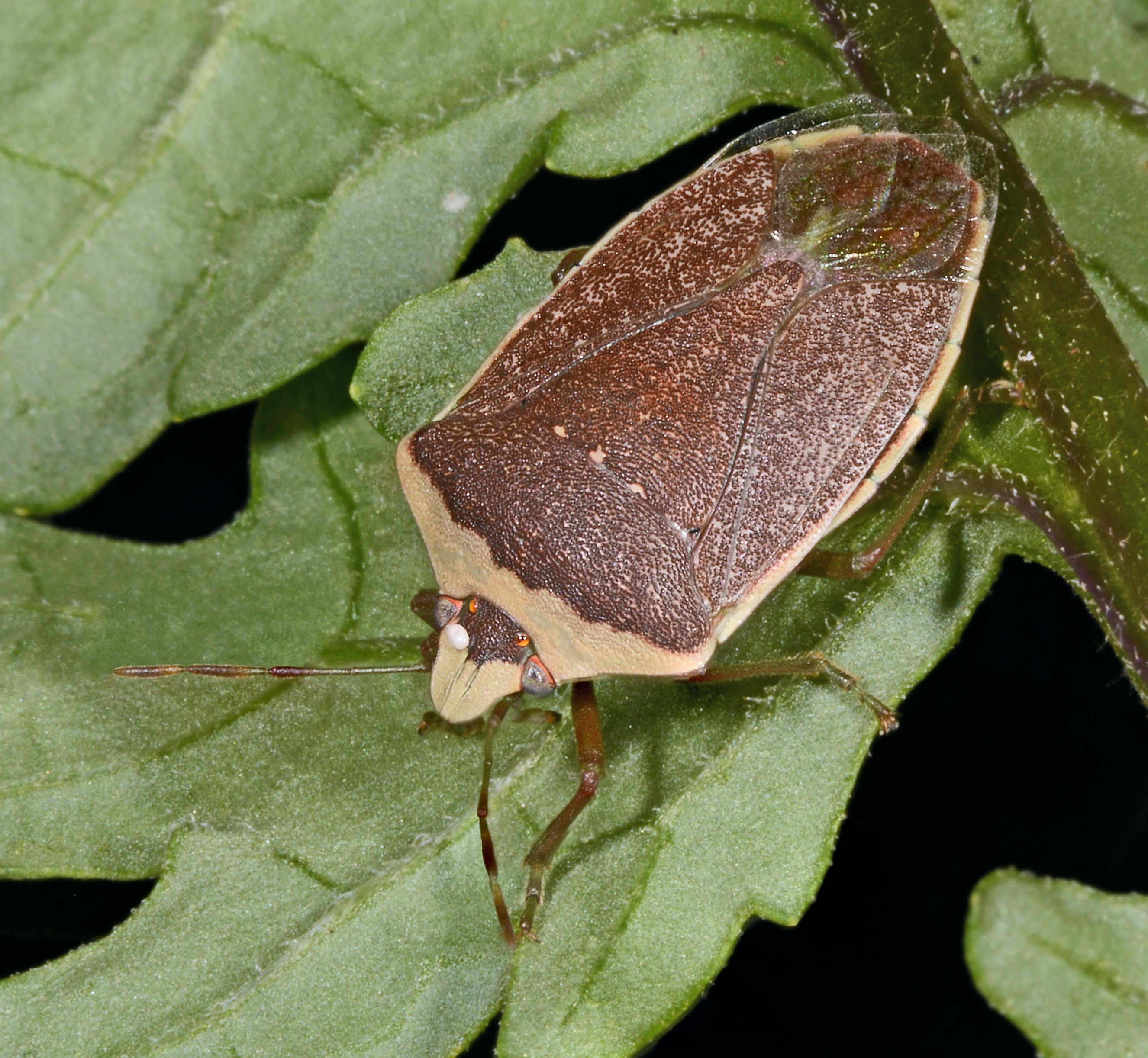
茶色の成虫（オス）
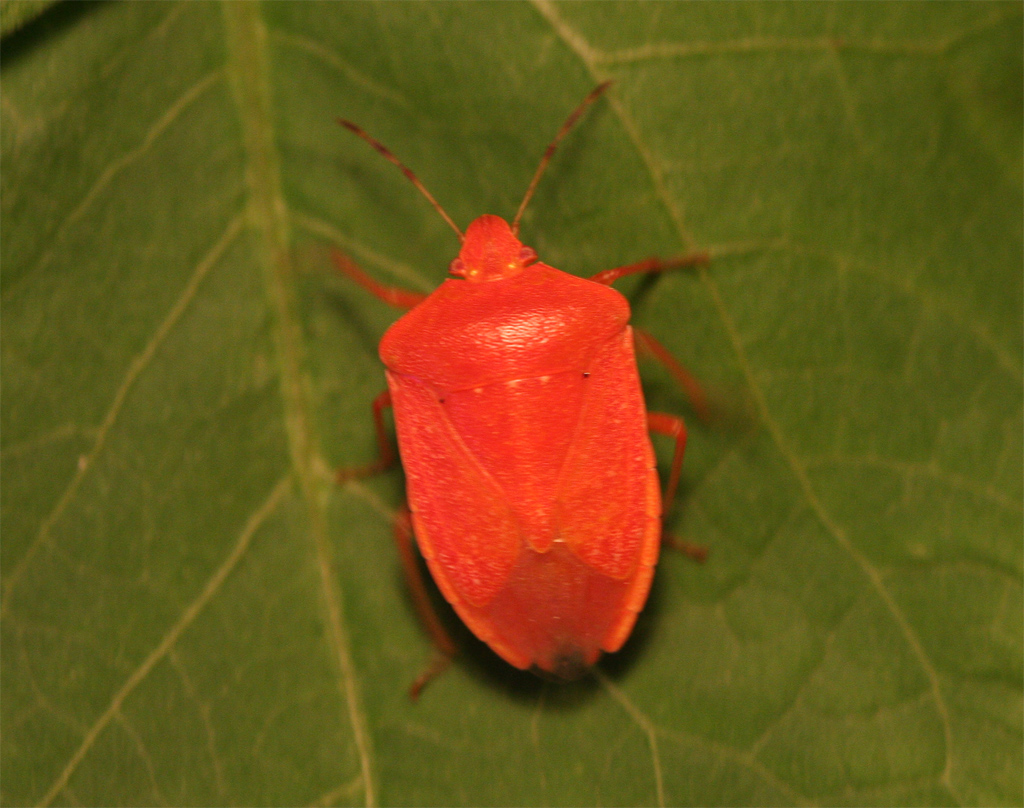
赤色の成虫（メス）

## 習性
体長は約10mmで、成虫で越冬し春になると活動し、春から秋にかけて様々な植物の子実を吸汁する。

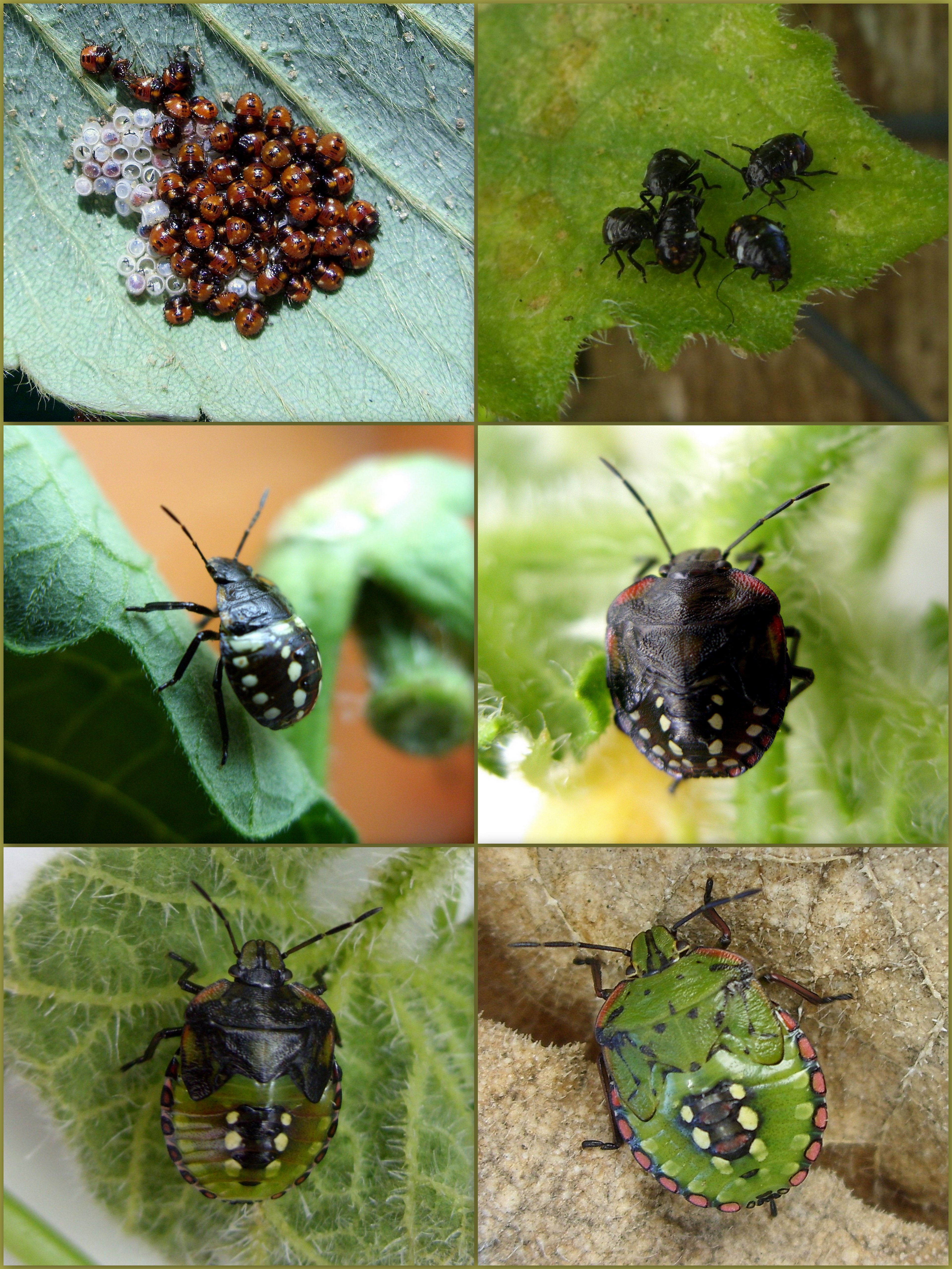
幼虫　最下部2枚はどちらも5齢

幼虫の期間は約30日前後である。孵化直後は多くは淡黄色で、その後黒色あるいは緑色、稀に赤色もあるが、共通するのは背に白色の規則的な斑点をもつことである。成虫は羽化後20日前後で産卵を始め、成虫である期間は平均40日前後である。

## 分布
Southern green stink bugの英名でもわかるように熱帯地方を起源とし、暖かい地域に生息するため、1963年には本州では和歌山県の南部あたりまでしか確認されなかった本種だが、2005年の調査では岡山県で始めて確認された。それ以前に確認されていた兵庫県から侵入した可能性がある。また、2008年7月には愛知県で確認された。なお分布北限は日本である。海外ではアフリカ、アメリカ、オーストラリア、アジア、ヨーロッパなどの熱帯または亜熱帯地域に分布していたが、地球温暖化の影響もありその生息地域を次第に広げつつある。

## 害虫として
カメムシ類には単食性と多食性があることが知られるが、ミナミアオカメムシやアオクサカメムシ等は多食性である。本種はイネ科の害虫としてもよく知られ、斑点米の原因ともなり、大豆、野菜類なども好む。現在、食性範囲は32科145種が寄生植物として確認されている。根本的な防除法はまだ確立されていない。現在は、スミチオン、メソミル、バイジットなど有機リン剤やカーバメイト系殺虫剤などによる駆除が行われている。しかし駆除してもすぐに飛来し再び防除が必要となるなど難防除害虫であり、発生予想も難しい。また、早期水稲栽培との関係も指摘され、早期水稲の栽培面積の拡大に比例するように生息地域も同様に拡大している。飛翔能力は高く、1日に1,000m以上飛ぶ個体も確認されている。

## 近縁種
近縁種としてはツヤアオカメムシ（Glaucias subpunctatus Walker）など数種が知られる。中でももっともよく似ているのはアオクサカメムシ(Nezara antennata Scott)で、大きさ、形などよく似ており、色彩変異までもが似ている。アオクサカメムシは温帯に分布の中心があり、日本ではこれがむしろ普通種であるため、子供用図鑑などではこれの紹介が多く、本種の方が知名度では著しく劣っている。しかし、1950年代にはほとんど唐突に米の害虫として注目され、その名を有名にした。

### ミナミアオカメムシの大発生
1950年代末から、ミナミアオカメムシが水田で大発生して、四国や九州の稲作に大きな打撃を与えた。多数の幼虫や成虫が、稲穂に集まって汁を吸うのが見かけられ、そのような水田では斑点米が出て、大きな被害を受けた。それまではこのようなアオカメムシが稲の害虫となるとは認識されていなかったため、農業関係者は大いに当惑したと伝えられる。
この大発生の原因は、農薬の普及によってニカメイガ、サンカメイガの防除が可能になったことであると考えられている。これらのメイガの害が問題にならなくなったので、農家では早生や晩成など、さまざまな時期の栽培が可能になった。それにより、若い稲穂が長期にわたって利用可能になったことが、それまでは周辺のイネ科の雑草で生活していたミナミアオカメムシの増殖にとってよい条件を作ったというのである。
この大発生は、10年ほど続いて、次第に沈静化している。

## 画像

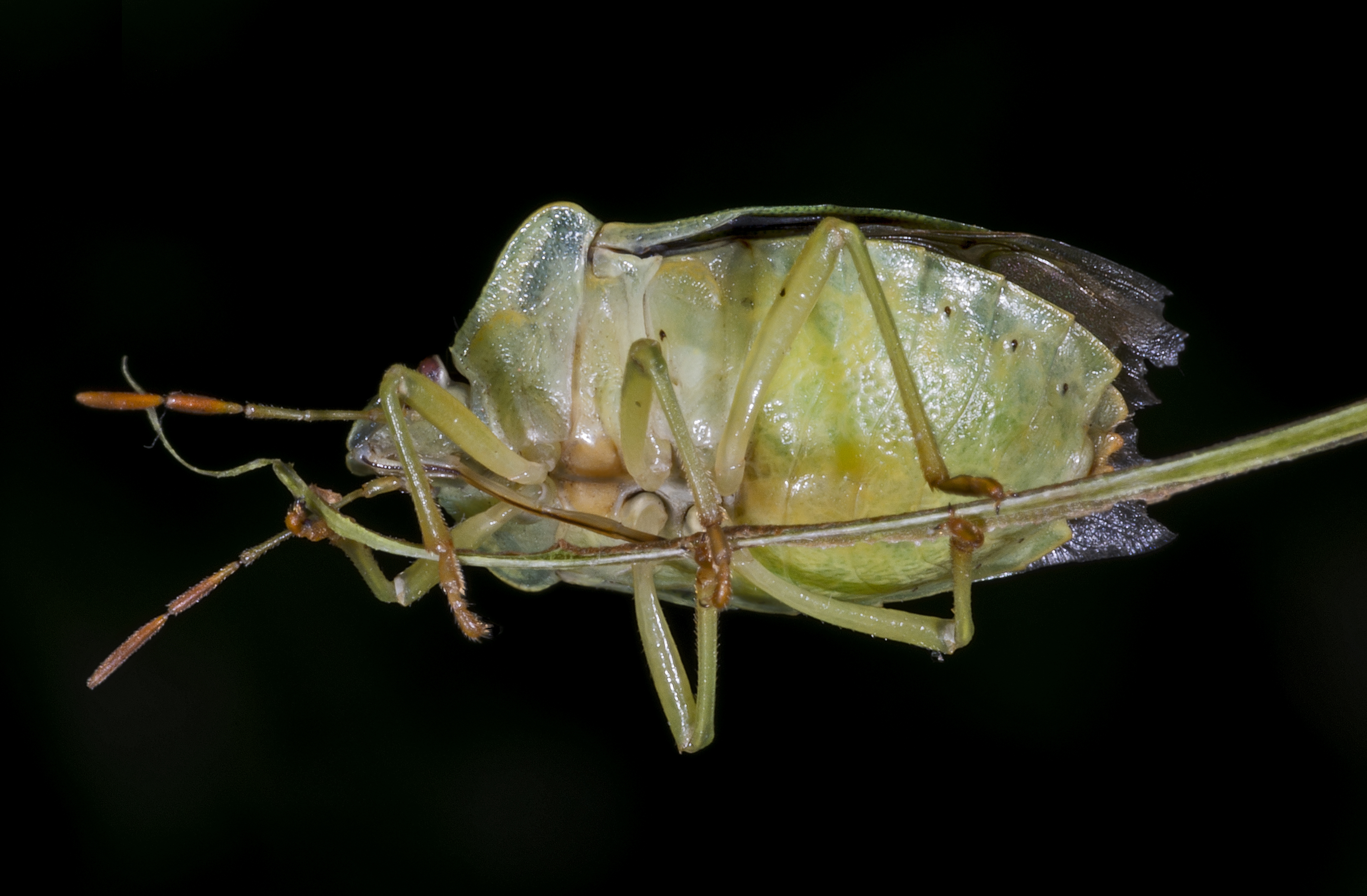
メスの腹面
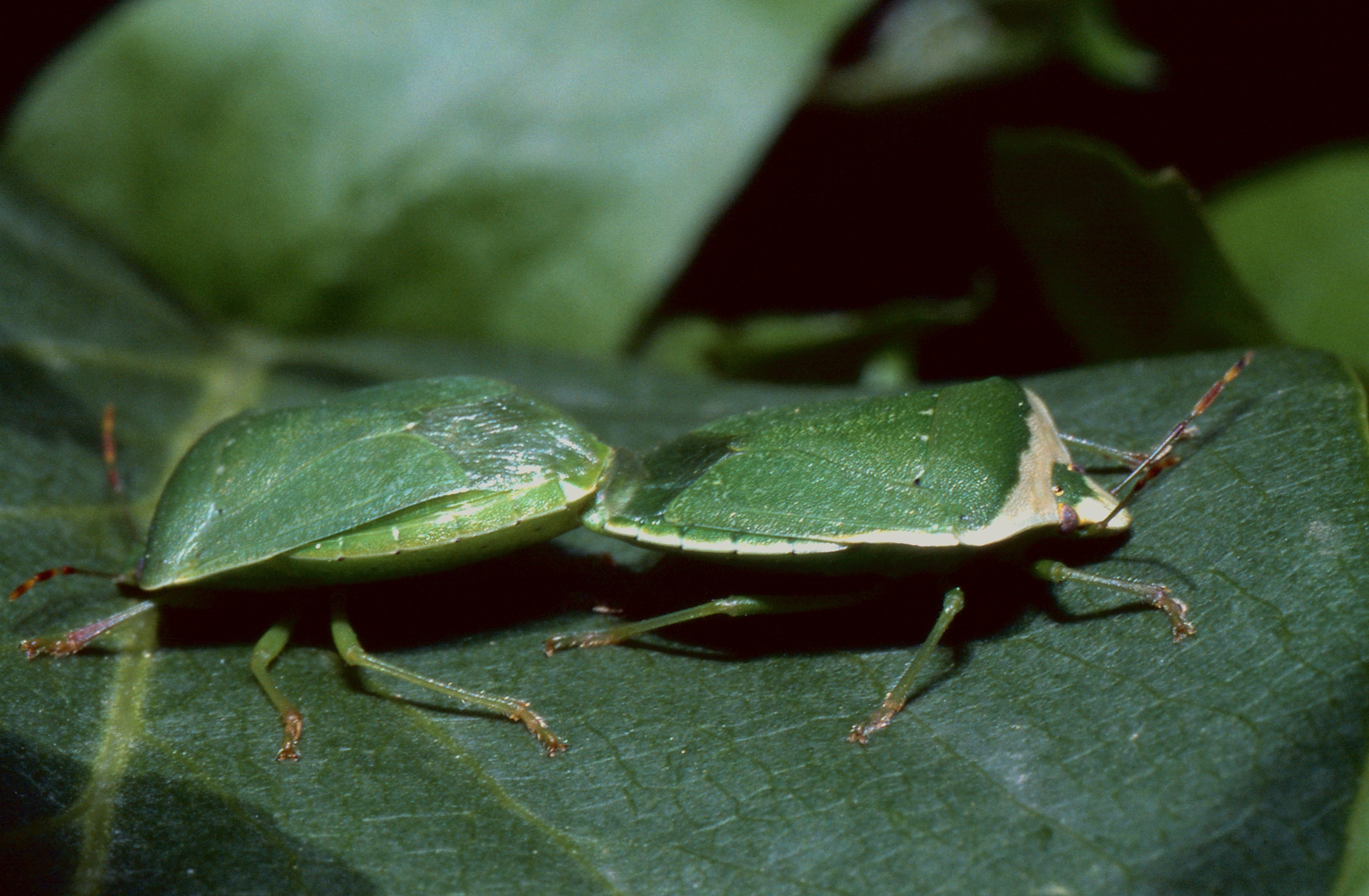
交尾